# آدم غريفين
آدم غريفين (بالإنجليزية: Adam Griffin)‏ (26 أغسطس 1984 في المملكة المتحدة - ) هو لاعب كرة قدم بريطاني في مركز الدفاع. لعب مع أكسفورد يونايتد وأولدهام أثلتيك وستوكبورت كونتي ونادي هايد إف سي ونادي تشستر سيتي ونادي ألترينتشام ودارلينجتون إف سى.

## وصلات خارجية
- آدم غريفين على موقع قاعدة بيانات كرة القدم.إي يو (الإنجليزية)
- آدم غريفين على موقع Soccerbase.com (لاعب) (الإنجليزية)
- آدم غريفين على موقع Soccerway.com (الإنجليزية)